# Castille
Pour les articles homonymes, voir Castille (homonymie).

La Castille géographique.

La Castille (en espagnol : Castilla) est une région historique en Espagne.

## Description
Les limites de la Castille ont évolué. En effet, la Castille résulte de l'évolution du petit comté de Castille (du IXe au XIe siècle), suivi par le royaume de Castille (du XIe au XIIIe siècle), par la vaste couronne de Castille (XIIIe au XIXe siècle), par les régions de Vieille-Castille et Nouvelle-Castille (du XIXe au XXe siècle), pour enfin former une région composée de communautés à statut autonome (à compter de la fin du XXe siècle).
Aujourd'hui, cinq communautés autonomes occupent l'espace géographique de la Castille :
- une partie de Castille-et-León (sans la capitale et la partie ouest de la région)[2] ;
- une partie de la Castille-La Manche (capitale : Tolède) sans la province d'Albacete ;
- Communauté de Madrid (capitale : Madrid) ;
- Cantabrie (capitale : Santander) ;
- La Rioja (capitale : Logroño)

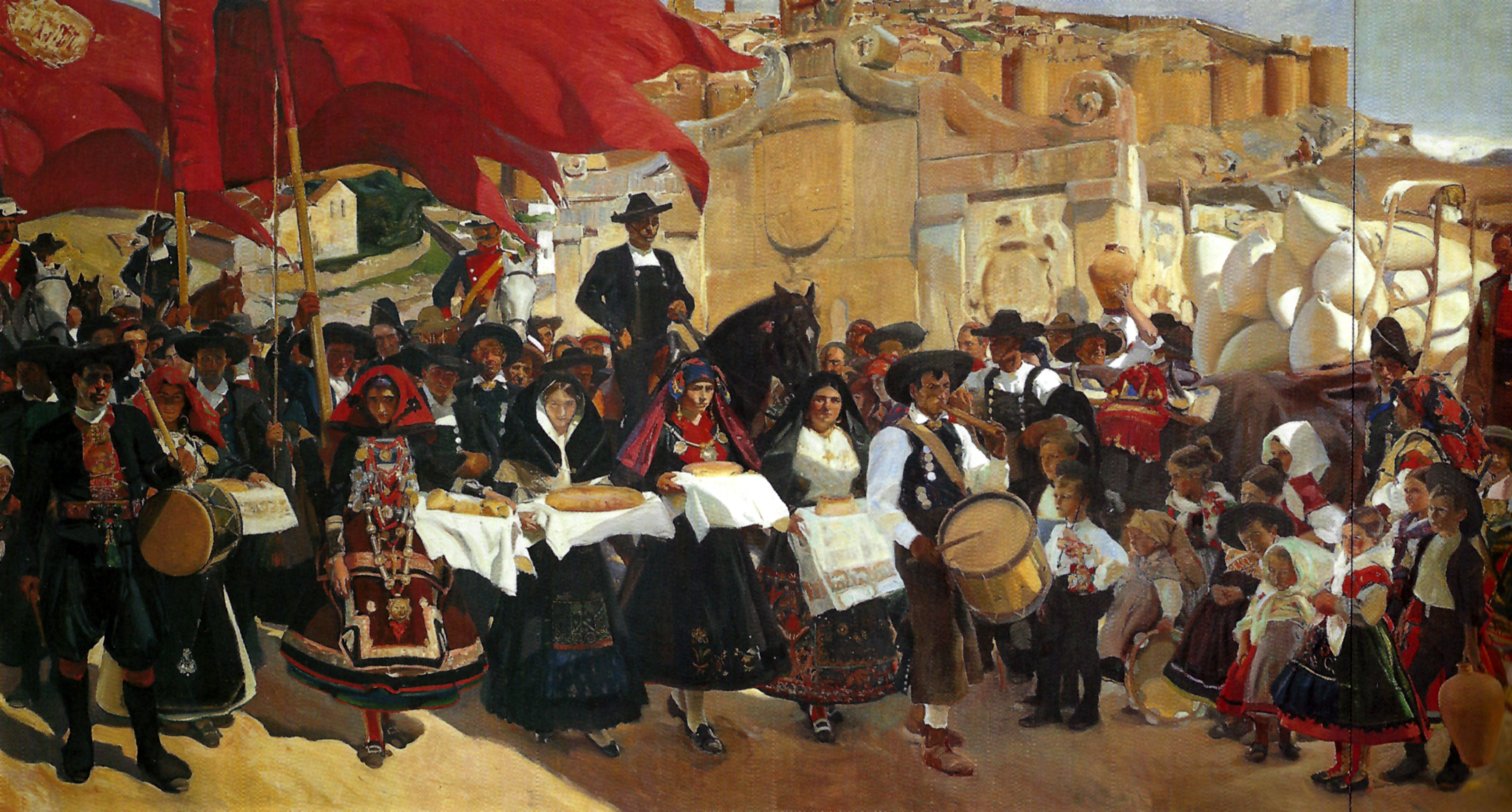
Vision d'Espagne, Castille
Joaquín Sorolla, 1913
New York, The Hispanic Society of America

La Castille a aussi eu d'autres découpages géographiques dans l'histoire : 
- La Nouvelle-Castille qui a été scindée entre Castille-La Manche et la communauté de Madrid ;
- La Vieille-Castille (à l'origine royaume de Castille) est le nom donné, à plusieurs reprises entre 1812 et 1983, à une région historique espagnole, composée de provinces actuellement en partie dans les communautés autonomes de la Castille-et-León, La Rioja et la Cantabrie.